# Vaganica
Vaganicë en albanais et Vaganica en serbe latin (en serbe cyrillique : Ваганица) est une localité du Kosovo située dans la commune/municipalité de Mitrovicë/Kosovska Mitrovica et dans le district de Mitrovicë/Kosovska Mitrovica. Selon le recensement kosovar de 2011, elle compte 2 000 habitants, tous albanais.

## Démographie

### Évolution historique de la population dans la localité
| 1948 | 1953 | 1961 | 1971 | 1981  | 1991  | 2011  |
| ---- | ---- | ---- | ---- | ----- | ----- | ----- |
| 428  | 470  | 564  | 820  | 1 123 | 1 316 | 2 000 |

|  |